# Volvo Ocean Race 2011–2012

Sträckning Volvo Ocean Race 2011-2012.

Volvo Ocean Race 2011–2012 var en havskappsegling jorden runt som började med in-port race i Alicante, Spanien den 30 oktober 2011 och avslutades med ett in-port race i Galway, Irland den 7 juli 2012. Detta var den 11:e upplagan av jorden runt seglingen Volvo Ocean Race. Under racet deltog två svenska seglare. Martin Krite och Martin Strömberg som seglade ombord på den franska vinnarbåten Groupama 4. 

## Deltagare
| Lag & båtnamn                               | Seglings nr. | Nationalitet          | Designer          | Båtbyggare            | Skeppare        |
| ------------------------------------------- | ------------ | --------------------- | ----------------- | --------------------- | --------------- |
| Puma Ocean Racing, drivs av BERG Propulsion | USA 15       | USA                   | Juan Yacht Design | New England Boatworks | Ken Read        |
| Camper Emirates Team New Zealand            |              | Nya Zeeland           | Botin Partners    | Cookson Boatbuilders  | Chris Nicholson |
| Team Telefónica                             | ESP 1        | Spanien               | Juan Yacht Design | King Marine           | Iker Martinez   |
| Groupama                                    | FRA 17       | Frankrike             | Juan Yacht Design | Multiplast            | Franck Cammas   |
| Team Abu Dhabi                              | UAE 1        | Förenade arabemiraten | Farr Yacht Design | Persico               | Ian Walker      |
| Team Sanya                                  | CHN 99       | Kina                  | Farr Yacht Design | King Marine           | Mike Sanderson  |

### Lagens hemsidor
- Puma Ocean Racing
- Emirates Team New Zealand

## Rutt
| Event       | Startdatum       | Start                            | Mål                              | Distans (nm) | Vinnare    |
| ----------- | ---------------- | -------------------------------- | -------------------------------- | ------------ | ---------- |
| Hamnrace 1  | 30 oktober 2011  | Alicante, Spanien                | -                                | -            | Abu Dhabi  |
| Ben 1       | 5 november 2011  | Alicante, Spanien                | Kapstaden, Sydafrika             | 6,500        | Telefónica |
| Hamnrace 2  | 10 december 2011 | Kapstaden, Sydafrika             | -                                | -            | Telefónica |
| Ben 2       | 11 december 2011 | Kapstaden, Sydafrika             | Malé, Maldiverna                 | 5,430        | Telefónica |
| Ben 2       | 11 december 2011 | Sharjah, Förenade Arabemiraten   | Abu Dhabi, Förenade Arabemiraten | 5,430        | Groupama   |
| Hamnrace 3  | 13 januari 2012  | Abu Dhabi, Förenade Arabemiraten | -                                | -            | Abu Dhabi  |
| Ben 3       | 14 januari 2012  | Abu Dhabi, Förenade Arabemiraten | Sharjah, Förenade Arabemiraten   | 106          | Abu Dhabi  |
| Ben 3       | 14 januari 2012  | Malé, Maldiverna                 | Sanya, Kina                      | 3,051        | Telefónica |
| Hamnrace 4  | 18 februari 2012 | Sanya, Kina                      | -                                | -            | Telefónica |
| Ben 4       | 19 februari 2012 | Sanya, Kina                      | Auckland, Nya Zeeland            | 5,220        | Groupama   |
| Hamnrace 5  | 17 mars 2012     | Auckland, Nya Zeeland            | -                                | -            | Camper     |
| Ben 5       | 18 mars 2012     | Auckland, Nya Zeeland            | Itajaí, Brasilien                | 6,705        | Puma       |
| Hamnrace 6  | 21 april 2012    | Itajaí, Brasilien                | -                                | -            | Groupama   |
| Ben 6       | 22 april 2012    | Itajaí, Brasilien                | Miami, USA                       | 4,800        | Puma       |
| Hamnrace 7  | 19 maj 2012      | Miami, USA                       | -                                | -            | Abu Dhabi  |
| Ben 7       | 20 maj 2012      | Miami, USA                       | Lissabon, Portugal               | 3,590        | Abu Dhabi  |
| Hamnrace 8  | 9 juni 2012      | Lissabon, Portugal               | -                                | -            | Groupama   |
| Ben 8       | 10 juni 2012     | Lissabon, Portugal               | Lorient, Frankrike               | 1,940        | Groupama   |
| Hamnrace 9  | 30 juni 2012     | Lorient, Frankrike               | -                                | -            | Groupama   |
| Ben 9       | 1 July 2012      | Lorient, Frankrike               | Galway, Irland                   | 485          | Camper     |
| Hamnrace 10 | 7 juli 2012      | Galway, Irland                   | -                                | -            | Puma       |

## Slutställning
| Nr | Båt        | Antal poäng | Etapp- segrar | Hamnrace- segrar |
| -- | ---------- | ----------- | ------------- | ---------------- |
| 1  | Groupama   | 253         | 2             | 3                |
| 2  | Camper     | 231         | 1             | 1                |
| 3  | Puma       | 226         | 2             | 1                |
| 4  | Telefónica | 213         | 3             | 2                |
| 5  | Abu Dhabi  | 131         | 1             | 4                |
| 6  | Sanya      | 51          | 0             | 0                |

### Fotnoter
1. ↑  Race, Volvo Ocean. ”2011-12” (på engelska). Volvo Ocean Race. https://archive.theoceanrace.com/en/history/2011-12.html. Läst 26 augusti 2022.
2. ↑  ”Groupama 4” (på engelska). Wikipedia. 2022-05-05. https://en.wikipedia.org/w/index.php?title=Groupama_4&oldid=1086251007. Läst 26 augusti 2022.
3. ↑  Volvo Ocean Race 2011/2012 Route Arkiverad 12 juni 2011 hämtat från the Wayback Machine.
4. ↑  Volvo Ocean Race 2011/2012 racing schedule Arkiverad 4 juli 2010 hämtat från the Wayback Machine.